# Ожгі
Ожгі́ (рос. Ожги) — присілок у Вавозькому районі Удмуртії, Росія.

## Населення
Населення — 194 особи (2010; 254 в 2002).
Національний склад (2002):
- удмурти — 65 %
- росіяни — 35 %

## Господарство
У присілку є середня школа, дитячий садочок, фельдшерсько-акушерський пункт, будинок культури та бібліотека.
Урбаноніми:
- вулиці — Євдокимова, Нова